# Dopo la tempesta/Per gioco, per complicità
Dopo la tempesta/Per gioco, per complicità è un singolo di Marcella Bella, pubblicato su vinile a 45 giri il 12 marzo 1988.

## Tracce
Lato A
- Dopo la tempesta – 4:10 – (Gianni Bella - Alberto Salerno)

Lato
- Per gioco, per complicità – 3:55 – (Antonio Bella - Rosario Bella)

## Storia
Con il brano Dopo la tempesta, scritto dal fratello Gianni e da Alberto Salerno, l'artista partecipa al Festival di Sanremo 1988, classificandosi al 4º posto.
Il singolo raggiunge come massima posizione nell'Hit Parade è la 10ª e risulterà il 93º singolo più venduto del 1988.

## Classifica
| Posizione | 10 | 18 | 17 | 17 | 18 |